# 弗萊徹群島
弗萊徹群島（英語：Fletcher Islands），是南極洲的群島，位於喬治五世地，處於格雷角西南面9.7公里的英聯邦灣東部，由澳大拉西亞探險隊發現，現時由南極條約體系管理。